# 罗甸硕黄吉丁
罗甸硕黄吉丁（学名：Megaloxantha bicolor luodiana），吉丁虫科硕黄吉丁属双色硕黄吉丁的一个亚种，模式标本采集于中国贵州省罗甸县。
本种2023年被收录入中国《有重要生态、科学、社会价值的陆生野生动物名录》。